# Мельничук, Василий Григорьевич
Васи́лий Григо́рьевич Мельничу́к (укр. Василь Григорович Мельничук; 18 февраля 1957, Пролетарское, Сталинская область, Украинская ССР) — украинский футбольный арбитр. С 1993 по 2002 года арбитр ФИФА. Представлял город Симферополь.

## Биография
Василий Мельничук родился 18 февраля 1957 года. В 1979 году окончил Одесский инженерно-строительный институт по специальности «Инженер-строитель». С 1979 по 1989 год работал в строительных организациях Симферополя. С 1990 года был руководителем коммерческой структуры.

### Карьера судьи
С 1976 по 1984 год был арбитром коллективов физкультуры и юношеских соревнований. 1984 по 1991 годы работал арбитром второй лиги СССР и в переходной лиге, в этот же период был ассистентом арбитра первой лиги СССР.
С 1992 по 2005 годы был арбитром высшей лиги чемпионата Украины. Арбитр ФИФА (1993-2002). Обслуживал в качестве главного арбитра финалы кубка Украины в 1999, 2001 и 2002
С 2000 года был председателем Федерации футбола Симферополя.

### На должности инспектора и судейского наблюдателя
В 2006 годах начал работать судейским инспектором на матчах ДЮФЛУ и любительского чемпионата Украины. В 2006-2007 годах был инспектором на матчах второй лиги чемпионата Украины. А в 2007-2008 годах был уже инспектором на матчах первой лиги. С 2009 года работает инспектором высшей и Премьер-лиги Украины.
С 2011 года работает судейским наблюдателем УЕФА.

## Достижения
- Лучший арбитр Украины (3): 2000, 2001, 2002[источник не указан 2682 дня].